# Ардифор
Ардифор (фр. Hardifort) насеље је и општина у североисточној Француској у региону Север-Па д Кале, у департману Север која припада префектури Денкерк.
По подацима из 2011. године у општини је живело 381 становника, а густина насељености је износила 62,05 становника/km². Општина се простире на површини од 6,14 km². Налази се на средњој надморској висини од 15 метара (максималној 130 m, а минималној 24 m).

## Демографија
| 1962. | 1968. | 1975. | 1982. | 1990. | 1999. | 2011. |
| ----- | ----- | ----- | ----- | ----- | ----- | ----- |
| 295   | 345   | 328   | 338   | 360   | 366   | 381   |